# ウズン・ハサン
ウズン・ハサン（ペルシア語 : اوزون حسن Uzun Ḥasan、1423年 - 1478年1月6日）は、白羊朝のスルターン（在位 : 1453年 - 1478年）。現在のイラン西部、イラク、トルコ東部、アゼルバイジャン、アルメニアを統治した。白羊朝の英主として有名である。本名はアブー・ナスル・ハサン・ベグ（Abū Naṣr Ḥasan Beg）であり、トルコ語で「背の高い」を意味する「ウズン（Uzun）」の形容詞を付けた名前で呼ばれる。

## 生涯
ティムールがウズン・ハサンの祖父であるカラ・ユルク・オスマンを現在のトルコの都市であるディヤルバクルの統治者として任命した。その際に、エルズィンジャン、マルディン、シャンルウルファ、スィヴァスもカラ・ユルク・オスマンが統治することとなった。
そういった環境の中で育ったウズン・ハサンは、1453年に兄ジャハーンギールとの争いに勝利して白羊朝の君主となる。アナトリア北部のトレビゾンド皇帝ヨハネス4世の娘を娶り、敵対する黒羊朝には表面上従属していた。
1461年に同盟国であるトレビゾンド帝国がオスマン帝国のメフメト2世の攻撃を受けると、ウズン・ハサンは母のサライ・ハトゥンを外交官としてオスマン軍に派遣し、オスマンとの不戦条約の締結を申し出た。トレビゾンドへの援軍の派遣の禁止、オスマン軍の遠征にサライ・ハトゥンが帯同することを条件として、2国の間に停戦が成立する。こうして白羊朝の支援を絶ったうえで、メフメト2世は同年にトレビゾンド帝国を滅亡させた。
一方、黒羊朝の君主であるジャハーン・シャーは白羊朝の急速な勢力の拡大を警戒し、1467年にウズン・ハサン討伐の遠征を開始した。ウズン・ハサンはムシュの平野で野営中のジャハーン・シャーに奇襲をかけ、ジャハーン・シャーを殺害する。ジャハーン・シャー死後、2年に満たない期間にウズン・ハサンは黒羊朝の領土を併合した。1469年には黒羊朝から助けを求められて進軍したティムール朝の君主アブー・サイードを捕殺し、2人の君主に勝利したウズン・ハサンはイラン高原西部を支配下に収めた。
しかし、アナトリアに残るベイリク国家のカラマン侯国を支援していたことや、アナトリアの他の国へ軍勢を派遣して影響力を拡大していたことから、オスマン帝国との衝突は回避できないものとなっていた。ウズン・ハサンは、ヴェネツィア共和国とオスマン帝国との挟撃を企図した。1472年にヴェネツィアは白羊朝への大砲と火薬の供給を約束するが、オスマン軍によって武器の輸送は阻まれる。1473年、エルズィンシャン近郊で、オスマン帝国軍と白羊朝軍は衝突する（オトゥルクベリの戦い）。しかし、オスマン軍は、既に火砲を持っていたことから、白羊朝軍を圧倒し、アナトリアはこれ以後、オスマン帝国の領土に組み込まれることとなった。
オトゥルクベリの戦いの後の講和ではユーフラテス川が白羊朝とオスマン帝国の国境と定められ、白羊朝が喪失した領土は少なかった。しかし、ウズン・ハサンの権威は低下し、彼の兄弟や息子がたびたび反乱を起こした。
1478年、ウズン・ハサンは首都タブリーズで病没した。以降、白羊朝は衰退へ向かった。
トルクメニスタンの首都アシガバートにあるトルクメニスタン独立記念塔には、ウズン・ハサンの彫像がある。

## 白羊朝の統治
ウズン・ハサンは、法典の整備を実施している。白羊朝からアナトリアを奪取したオスマン帝国は、中部及び東部アナトリアの統治においては、ウズン・ハサンが編集した法典に基づいての統治が展開された。そのことは、16世紀の史料にも残存しており、その史料は南東アナトリア、北部シリア、北部イラク、地中海をめぐる諸港から発見されている。オスマン帝国がウズン・ハサンの法典を用いていた証拠であると同時に、白羊朝が関税収入に依拠した交易国家であった証でもある。
ウズン・ハサンは、サファヴィー教団を懐柔する目的もあり、当時の教団の教主であったジュナイドと接近した。しかし、それ以後の白羊朝は、サファヴィー教団の弾圧に政策を転じた。その後、白羊朝をサファヴィー教団が滅ぼすにいたることになるが、サファヴィー朝の初代シャーであるイスマーイール1世は、ウズン・ハサンの孫にあたる。ウズン・ハサンの懐柔策の際に、彼の娘のハリマ（アーラム・シャオ）はハイダルと結婚しているが、イスマーイール1世はそのハイダルの子供にあたるためである。